# Pressage isostatique à chaud

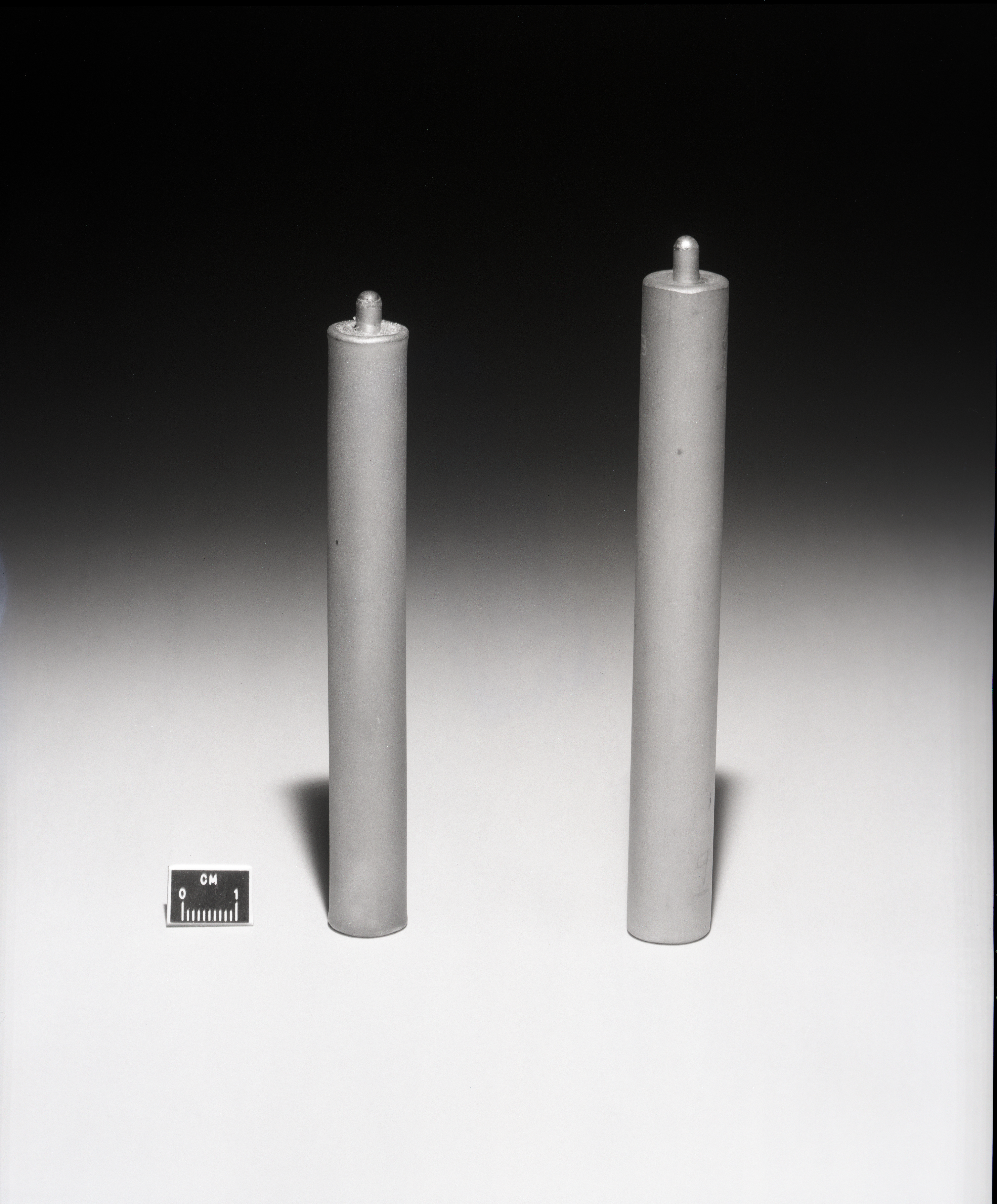
Pièces en alliage de nickel obtenues par pressage isostatique à chaud.

Le pressage isostatique à chaud, ou hot isostatic pressing (HIP) en anglais, est un procédé de fabrication utilisé pour réduire la porosité de pièces métalliques ou pour accroître la densité de nombreuses céramiques techniques tout en améliorant leurs propriétés mécaniques et leur usinabilité. Il consiste à appliquer au matériau contenu dans un creuset à la fois une température élevée (pouvant atteindre 2 000 °C) et une pression isostatique de gaz (pouvant atteindre 300 MPa), généralement de l'argon, gaz inerte employé pour éviter toute interaction chimique avec le matériau traité. Le chauffage du gaz dans la chambre accroît la pression, et celle-ci est souvent encore augmentée par l'injection de gaz supplémentaire jusqu'à atteindre la pression désirée. La porosité et les vides internes sont éliminés sous l'effet de la pression et de la température par une combinaison de déformation plastique, de fluage et de diffusion de la matière, ce qui améliore la résistance du matériau à la fatigue. Le terme isostatique qualifiant ce mode de pressage à chaud rend compte du fait que la pression est appliquée uniformément dans toutes les directions, ce qui favorise l'isotropie du matériau obtenu.
Des poudres métalliques peuvent également être converties en solides compacts par cette méthode afin d'obtenir des pièces moulées. La pression de gaz inerte appliquée est de l'ordre de 50 à 300 MPa, voire 480 MPa, le plus souvent de l'ordre de 100 MPa. Les températures employées vont typiquement de 500 °C pour des pièces moulées en aluminium à 1 300 °C pour des superalliages à base de nickel.
Le pressage isostatique à chaud est employé dans le cadre de procédés de frittage (métallurgie des poudres) et pour la fabrication de matériaux composites à matrice métallique, ainsi que pour le post-traitement de l'impression 3D.